# 吉尔斯莱本
吉尔斯莱本是德国萨克森-安哈尔特州的一个市镇。总面积20.14平方公里，总人口1043人，其中男性508人，女性535人（2011年12月31日），人口密度52人/平方公里。